# (145) Adeona
(145) Adeona és un asteroide que pertany al cinturó d'asteroides descobert per Christian Heinrich Friedrich Peters el 3 de juny de 1875 des de l'observatori Litchfield de Clinton, als Estats Units d'Amèrica, al seu retorn de l'expedició per observar el trànsit de Venus de 1.874. Està nomenat per Adeona, una deessa de la mitologia romana.

## Característiques orbitals
Adeona orbita a una distància mitjana del Sol de 2,673 ua, i pot allunyar-se fins a 3,06 ua. Té una excentricitat de 0,1448 i una inclinació orbital de 12,64°. Triga a completar una òrbita al voltant del Sol 1.596 dies.